# Maytenus kanukuensis
Maytenus kanukuensis är en benvedsväxtart som beskrevs av Albert Charles Smith. Maytenus kanukuensis ingår i släktet Maytenus och familjen Celastraceae. Inga underarter finns listade.